# Le Train (série télévisée)
Pour les articles homonymes, voir Le Train.
Le Train est une série télévisée française produite par KM Productions et écrite par Laurent Chalumeau, Claire Alexandrakis, Claire Lemaréchal, Jean-André Yerlès et réalisée par Pierre Leix-Cote, diffusée entre septembre 2004 et mai 2005 sur Canal+ du lundi au vendredi à 18 h 35.

## Synopsis
D'une durée de 8 minutes, la série met en scène sept voyageurs d'un TER (Train Express Régional) qui les ramène chez eux chaque soir.

## Production
Les dialogues sont écris au jour le jour, chaque matin dès 6 h. Le travail des auteurs commence par une revue de presse, pour que les sept personnages de fiction commentent chaque soir l'actualité du jour.
Les comédiens ont quelques heures pour apprendre et répéter leurs textes. Le tournage s’effectue dans la foulée vers midi. Les images sont envoyées en temps réel au montage et le travail final est expédié à la chaîne via une liaison par fibre optique vers 17 h.
Tourné en studio, l’effet de train qui roule est parfaitement reproduit : de chaque côté du faux wagon, deux écrans géants affichent les images tournées depuis une vraie locomotive. Un système piloté par ordinateur module l’intensité des projecteurs en fonction de la lumière du fond projeté.

## Distribution
- Émilie Alibert : Adèle Mercier
- Kamel Belghazi : Cherif Lekbir
- Hubert Benhamdine : Damien Blanchard
- Jean-François Gallotte : Jean-Pierre Boulard
- Tatiana Gousseff : Marianne Bazir
- Luce Mouchel : Sylvie Cagollini
- Aylin Prandi : Francesca Pucci di Trilli